# ジム・ハインズ
ジム・ハインズ（James Ray ("Jim") Hines、1946年9月10日 - 2023年6月3日）は、アーカンソー州デュマース出身のアメリカ合衆国の元陸上競技選手。男子100mの元世界記録保持者であり、1968年メキシコシティーオリンピック男子100mの金メダリスト。

## 経歴
アーカンソー州デュマースで生まれ、カリフォルニア州オークランドで育った。1964年に高校を卒業したが、走力が陸上競技のコーチに見出されるまでは野球に熱中した。
1968年にカリフォルニア州サクラメントで行われた全米選手権の100mで史上初めて10秒の壁を破る9秒9（手動計時）を記録した（電動計時では10秒03）。この大会ではほかに10秒14を出したロニー・レイ・スミスと、準決勝で10秒10を記録したチャールズ・エドワード・グリーンも9秒9の世界新記録（当時）と公式に認められている。テキサス州ヒューストンにあるテキサスサザン大学に入学し大学の陸上部に所属することになった。
同年のメキシコシティオリンピックを前に、アメリカでは黒人の権利向上を訴える運動に加え、IOCがアパルトヘイトを続ける南アフリカ共和国のオリンピック参加を認めたことに対して（結局参加は認められなくなるが）、黒人選手たちによるボイコット運動といった緊張した状況の中にあった。
メキシコシティオリンピックの100mでハインズは決勝に進出し、見事金メダルを獲得する。金メダルのタイムは9秒95と認定され、人類初の電動計時による9秒台の達成という歴史的なレースとなった（手動計時では9秒9）。またこの決勝レースは、オリンピック史上初めてすべて黒人選手による決勝レースであった。
4×100mリレーにも出場。このレースでも世界新記録を樹立している。
オリンピックで出した100mでの9秒95という記録は、1983年にカルヴィン・スミスが破るまで（9秒93）、15年間世界記録であり続けた。
1968年のAFLのマイアミ・ドルフィンズにドラフト6巡目で指名されて入団したがアメリカンフットボール選手としての能力を欠き、練習生としてそのシーズンを過ごし翌1969年にようやく10試合に出場した。しかしパスキャッチわずか2回で23ヤード獲得、ラン1回で7ヤード、キックオフリターン1回22ヤードの成績しか残せなかった。1970年にはカンザスシティ・チーフスに移り1試合に出場しただけで選手生活にピリオドを打った。
2023年6月3日死去。76歳没。

## 実績
| 年   | 大会         | 場所                     | 種目         | 結果 | 記録  |
| ---- | ------------ | ------------------------ | ------------ | ---- | ----- |
| 1968 | オリンピック | メキシコシティ(メキシコ) | 100m         | 金   | 9秒9  |
| 1968 | オリンピック | メキシコシティ(メキシコ) | 4×100mリレー | 金   | 38秒2 |